# دانيال ماسون (دراج)
دانيال ماسون (بالإنجليزية: Daniel Masson)‏ هو دراج فرنسي.

## روابط خارجية
- دانيال ماسون على موقع أرشيف الدراجات (الإنجليزية)
- دانيال ماسون على موقع إحصائيات الدراجات الإحترافية (الإنجليزية)